# Mademoiselle Rallay
Mademoiselle Rallay, död 1585, var en skotsk hovfunktionär.  Hon var hovdam till Skottlands drottning Maria Stuart. 
Hennes förnamn är okänt. Hon var gift med Augustine Raulet, Raullet eller Roullet, som var Marias privatsekreterare och administratör av hennes franska egendom. Trots att hon var gift kallades hon ofta "Mademoiselle", eftersom titeln "Madame" vid den här tidpunkten ofta bara användes som en hederstitel för överklasskvinnor. 
Rallay ingick i det franska följe som följde Maria från Frankrike tillbaka till Skottland år 1561. Hon var ursprungligen kammarfru eller kammarjungfru, men hade före 1563 befordrats till hovdam med ansvar för hovfröknarna. Hon beskrivs som en av Marias personliga vänner och förtrogna. 
Rallay återvände till Frankrike 1567. Efter att Maria tvingats abdikera och flytt till England 1568, återvände Rallay till henne och ingick i hennes hushåll under hennes fångenskap i England. Hon anlände i sällskap med sin niece Renée Rally, som också anställdes av Maria och som ibland har förväxlats med sin moster/faster. Rallay avled i England efter en tids sjukdom, något som ska ha påverkat Maria starkt. Renée Rally stannade med Maria till dennas avrättning 1587 och återvände sedan till Frankrike. 